# Zalasna
 Zalasna (Mójecka) (321 m n.p.m.) – częściowo zalesione wzniesienie w Paśmie Dymińskim Gór Świętokrzyskich. Po wschodniej stronie góry wzdłuż niebieskiego szlaku turystycznego z Chęcin do Łagowa rozmieszczono stacje drogi krzyżowej kończącej się na szczycie, który jest dobrym punktem widokowym.
Przy zachodnich podnóżach góry leży wieś Mójcza.